# Bamba Drissa
Bamba Assouman (Abiyán, Costa de Marfil, 1 de enero de 1990) es un futbolista marfileño.

## Trayectoria
En 2005, comenzó su carrera futbolística en el US Monastir de Túnez. En la temporada 2007-08 defendió los colores del club saudí Najran SC, después regresó a Túnez, donde se convirtió en futbolista del Olympique de Béjà. En el verano de 2009 fue fichado por el FC Volyn Lutsk, donde fue subcampeón de la Primera Liga de Ucrania. En 2013 fue transferido al Fotbal Club Vaslui.